# 156H busz (Budapest)
A budapesti 156H jelzésű autóbusz a Moszkva tér és a Zugligeti út között közlekedett, kizárólag amikor szombatokon és munkaszüneti napokon sportolásra alkalmas hóviszonyok voltak. A vonalat a Budapesti Közlekedési Zrt. üzemeltette.

## Története
2000. november 11-én vezették be az új járatot, mely csak télen, sportolásra alkalmas hóviszonyok és megnövekedett utazási igény esetén, diszpécseri utasításra közlekedett. Fennállása során erre összesen egy alkalommal került sor. A 2008-as paraméterkönyvben már nem szerepel, így formálisan 2008. augusztus 20-án szűnt meg.

## Útvonala
| Zugligeti út felé | Apor Vilmos tér felé |
| --- | --- |
| Moszkva tér vá. – Szilágyi Erzsébet fasor – Kútvölgyi út – Szarvas Gábor út – Tordai utca – Kiss Áron utca – György Aladár utca – Kútvölgyi út – Béla király út – Zugligeti út vá. | Zugligeti út vá. – Béla király út – Kútvölgyi út – György Aladár utca – Kiss Áron utca – Tordai utca – Szarvas Gábor út – Kútvölgyi út – Szilágyi Erzsébet fasor – Moszkva tér vá. |

## Megállóhelyei
| 0  | Moszkva tér végállomás                  | 15 | 5, 21, 22, 28, 39, 49, 56, 128, 156, 158, Vár 4, 6, 18, 56, 59, 61 |
| 3  | Fogaskerekű vasút                       | 12 | 5, 156 18, 56                                                      |
| ∫  | Szent János Kórház                      | 11 | 22, 128, 156, 158 18, 56                                           |
| 4  | Rendelőintézet                          | 10 | 156                                                                |
| 5  | Pető Intézet                            | 10 | 156                                                                |
| 6  | Virányos út                             | 9  | 156                                                                |
| 6  | Kútvölgyi lejtő, Traumatológia          | 8  | 28, 156                                                            |
| 7  | Fészek utca                             | 8  | 28, 156                                                            |
| 8  | Dániel út                               | 7  | 28, 156                                                            |
| ∫  | Kiss Áron utca                          | 6  | 28, 156                                                            |
| 9  | György Aladár utca                      | 5  | 28                                                                 |
| 10 | Galgóczy utca                           | 4  | 28                                                                 |
| 11 | Zalai út                                | 4  | 28                                                                 |
| 12 | Hunyad köz                              | 3  | 28                                                                 |
| 13 | Hunyad lejtő (↓) Cinege út (↑)          | 2  | 28                                                                 |
| 14 | Béla király út (↓) Csillagvölgyi út (↑) | 1  | 28                                                                 |
| 15 | Zugligeti út végállomás                 | 0  | 28                                                                 |